# Asger Jorn
Asger Jorn, artistnamn för Asger Oluf Jørgensen, född 3 mars 1914 i Vejrum på Jylland, död 1 maj 1973 i Århus, var en dansk konstnär. Han var bror till Jørgen Nash. Asger Jorn blev under sin levnad en internationellt känd och mycket produktiv konstnär. Den största samlingen av hans verk finns på Museum Jorn i Silkeborg på Jylland.

## Biografi
Asger Jorn studerade först till lärare, därefter studerade han måleri hos Fernand Léger 1936–37. I slutet av 1930-talet studerade han vid Kunstakademiet under Aksel Jørgensen. Vid akademin var Jorn drivande kraft bakom tidskriften Helhesten vilken var ett forum för abstrakt och expressionistiskt måleri. 1948–51 ingick han, tillsammans med Karel Appel och Corneille, i konstnärsgruppen COBRA. År 1951 konstaterades att Jorn led av tuberkulos. Från 1955 verkade han i Paris, i Schweiz samt i Italien. År 1958 upplevde Jorn ett genombrott som utställare vid världsutställningen i Bryssel, där han var representerad med konstverket "Brev til min søn".
Särskilt berömda är hans détourne-målningar i vilka han med utgångspunkt i billig hötorgskonst infogade expressionistiska bildelement, vilket gav en överraskande effekt. Under sent 1950-tal och tidigt 1960-tal hade han en nyckelroll i Situationistiska Internationalen och var nära vän till dess grundare Guy Debord. En stor del av sina arbeten donerade Jorn till jylländska Silkeborg kunstmuseum. Jorn samarbetade med professor Erik Lundberg som på sin dödsbädd 1969 bland annat beskriver att Arkitekturens Formspråks första del "nu är under översättning till tyska". Asger Jorn sägs i samma skrift bekosta översättningen. Det är inledningskapitlet i A.F. 1, som delvis är omarbetat och utvidgat, fortsätter skriften. Jorn var en av Erik Lundbergs mest inflytelserika lärofäder. T.J. Clark (1999) har kallat honom "1950-talets största målare". Jorn är representerad vid bland annat Göteborgs konstmuseum och Moderna Museet.
Asger Jorn är begravd på Grötlingbo kyrkogård på Gotland.